# 蕉坑自然教育徑

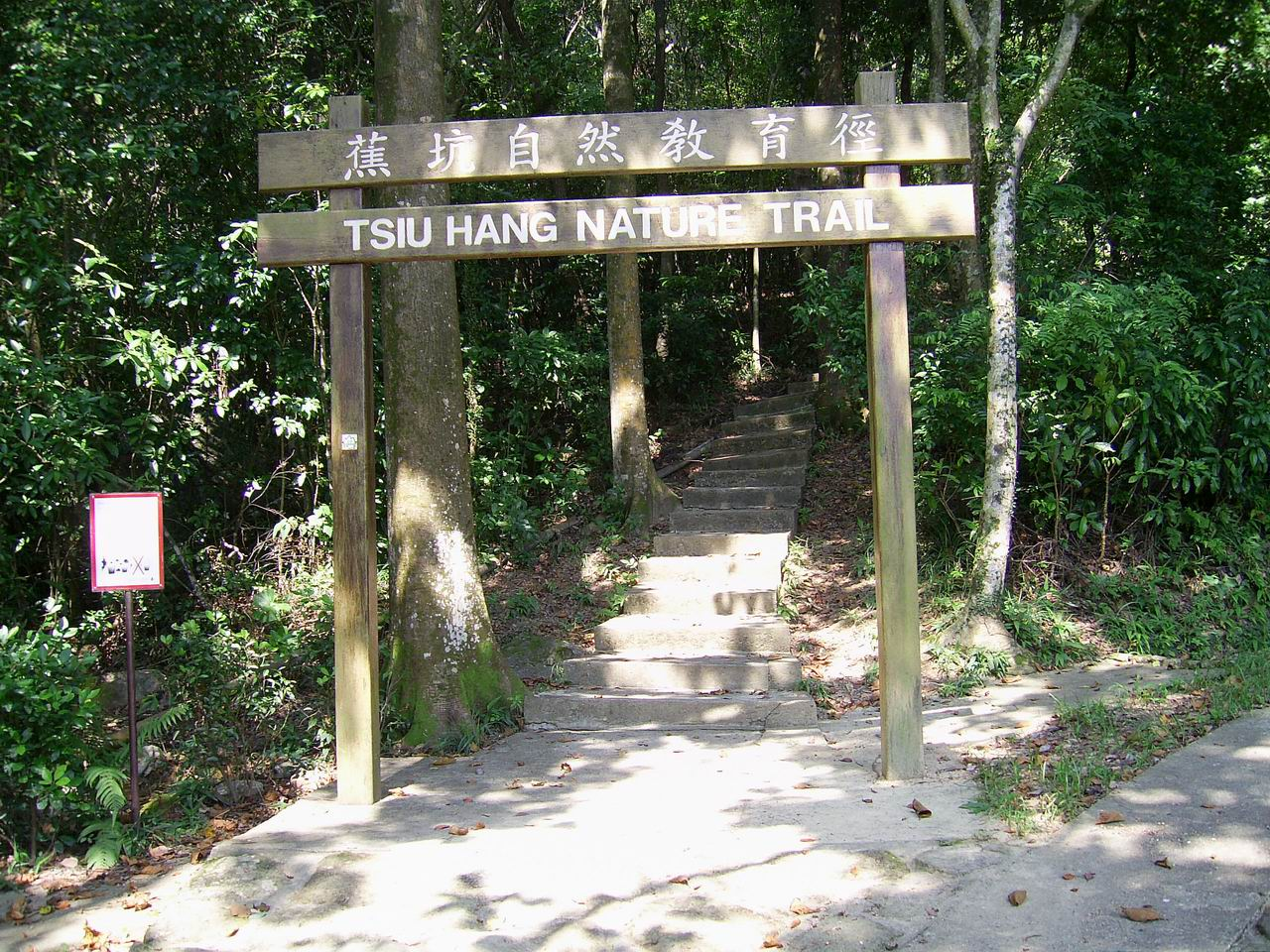
蕉坑自然教育徑

蕉坑自然教育徑位於香港西貢對面海蕉坑（西貢蕉坑特別地區）內，起點就是香港獅子會自然教育中心，鄰近白沙灣，由漁農自然護理署所管轄。
此教育徑全長約0.6公里，遊人約需半小時便可走畢全程。在此教育徑上，除了可以瞭解到有趣的生物（如蕨類植物、共生植物、野漆樹、鴨腳木）外，還可見到地理學上及地質學上具有價值的地方。例如：林地成層、生物風化等等。

## 另見
- 香港自然教育徑

## 外站連結
- 蕉坑自然教育徑
- 蕉坑自然教育徑 （页面存档备份，存于）